# Syndesmogenus luachimonus
Syndesmogenus luachimonus är en mångfotingart som först beskrevs av Chamberlin 1951.  Syndesmogenus luachimonus ingår i släktet Syndesmogenus och familjen Odontopygidae. Inga underarter finns listade i Catalogue of Life.